# Тонга на Летњим олимпијским играма 1984.
Спортисти Тонге су дебитовали на Летњим олимпијским играма 1984. одржаним у Лос Анђелесу. Тонганску делегацију су представљали седморица спортиста и свих 7 су се такмичили у боксу.
Заставу Тонге на свечаном отварању Летњих олимпијских игара 1984. носио је боксер Фине Сани Веа
Спортиски Тонге на овим Играма нису освојили ниједну медаљу.

## Бокс
| Лисиате Лавуло | бантам     | — | Аслам · Норвешка Пор TKO                     | Није се пласирао       | Није се пласирао | Није се пласирао | Није се пласирао | Није се пласирао | Није се пласирао |                  |                  |
| Саиколони Хала | велтер     | — | Önsöy · Турска Пор 0-5                       | Није се пласирао       | Није се пласирао | Није се пласирао | Није се пласирао | Није се пласирао | Није се пласирао | Није се пласирао | Није се пласирао |
| Елоне Луту     | полусредња | — | Inyana · Демократска Република Конго Поб 4-1 | Cole · Сенегал Пор ТКО | Није се пласирао | Није се пласирао | Није се пласирао | Није се пласирао | Није се пласирао | Није се пласирао | Није се пласирао |
| Отосисо Хавили | средња     |   | Гонзалес · Порторико Пор 1-4                 | Није се пласирао       | Није се пласирао | Није се пласирао | Није се пласирао | Није се пласирао | Није се пласирао | Није се пласирао | Није се пласирао |
| Фине Сани Веа  | полутешка  |   | Donici · Румунија Пор 0-5                    | Није се пласирао       | Није се пласирао | Није се пласирао | Није се пласирао | Није се пласирао | Није се пласирао | Није се пласирао | Није се пласирао |
| Тевита Тауфоу  | тешка      |   | Faateete · Самоа Поб 4-1                     | Тилман САД Пор ТКО     | Није се пласирао | Није се пласирао | Није се пласирао | Није се пласирао | Није се пласирао |                  |                  |
| Вилијами Пулу  | супертешка |   |                                              | —                      | Велс УК Пор КО   | Није се пласирао | Није се пласирао | Није се пласирао | Није се пласирао | Није се пласирао |                  |